# Dmytro Bohdanow
Dmytro Wolodymyrowytsch Bohdanow (ukrainisch Дмитро Володимирович Богданов, wiss. Transliteration Dmytro Volodymyrovyč Bohdanov; * 6. März 2007 in Kiew) ist ein ukrainischer Fußballspieler, der aktuell beim 1. FC Union Berlin unter Vertrag steht.

## Sportlicher Werdegang

### Vereinskarriere
Bohdanow entstammt der Jugend von Dynamo Kiew. In Folge des russischen Angriffs auf die Ukraine im Frühjahr 2022 floh er mit seiner Familie nach Deutschland und schloss sich dem Nachwuchs von Dynamo Dresden an. Zunächst in der U17-Juniorenmannschaft des Klubs in der B-Junioren-Bundesliga aktiv, erhielt er im September 2023 einen langfristigen Vertrag mit dem sächsischen Verein. Anfang 2024 rückte er in die in der U19-DFB-Nachwuchsliga antretende Mannschaft der höheren Jahrgangsstufe auf, wobei ihm dort bis zum Saisonende in 15 Spielen zehn Tore gelangen. Parallel durfte er unter Interimstrainer Heiko Scholz am Ende der Spielzeit 2023/24 mit dem Kader der in der dritten Liga antretenden Profimannschaft mittrainieren, am 4. Mai kam er bei der 0:1-Heimniederlage gegen den SC Verl als Einwechselspieler für Robin Meißner zu seinem Profidebüt. Unter dem neuen Trainer Thomas Stamm blieb er auch in der anschließenden Saison 2024/25 parallel im Nachwuchsliga- und im Profikader und bestritt fünf Spiele mit der Drittligamannschaft, die am Saisonende in die 2. Bundesliga aufstieg. Mit der U19 gelangen ihm in der Spielzeit parallel dazu in 16 Spielen 17 Tore. Im August 2025 wechselte er zum Bundesligist 1. FC Union Berlin. Dort soll er nach offiziellen Angaben mit den Profis trainieren, ist aber auch noch für die U19-Mannschaft der Eisernen vorgesehen.

### Nationalmannschaftslaufbahn
Mit der ukrainischen U17-Nationalmannschaft schaffte Bohdanow die Qualifikation für die zwischen Ende Mai und Anfang Juni stattfindende U17-Europameisterschaft 2024, bei der die Auswahl am Ende der Gruppenphase vorzeitig ausschied. Später berief ihn Dmytro Mychajlenko in den Kader der U19-Auswahlmannschaft für die im Juli des Jahres ausgetragene U19-Europameisterschaft. Dort kam er zu drei Einsätzen, ehe die Mannschaft im Halbfinale nach einer 0:1-Niederlage gegen Frankreich ausschied.

## Erfolge
- Aufstieg in die zweite Bundesliga: 2025

## Familie
Bohdanow ist der Sohn des ehemaligen Fußballspielers Wolodymyr Bohdanow, der einst unter anderem bei Borussia Dortmund in der Jugend spielte.